# Rhabdoblatta keraudreni
Rhabdoblatta keraudreni är en kackerlacksart som först beskrevs av Le Guillou 1841.  Rhabdoblatta keraudreni ingår i släktet Rhabdoblatta och familjen jättekackerlackor. Inga underarter finns listade i Catalogue of Life.